# 2023年CBA总决赛
2022-23年中国男子篮球职业联赛总决赛，又称2023年CBA总决赛，是2022-23年中国男子篮球职业联赛的最后一阶段比赛，由浙江金牛对阵辽宁本钢。本阶段比赛在2023年5月8日启动，并于2023年5月15日晚间结束。最終辽宁男篮以4比0的总比分戰勝浙江稠州男篮獲得總冠軍。也是辽宁男篮队史上赢得的第三个总冠军，辽宁男篮也成为CBA历史上继八一、广东和北京之后，第四支成功卫冕的球队。

## 格式

### 最有价值球员评选
与过往赛季不同，本赛季总决赛最有价值球员评选采用了“以个人表现质量值指标（SPR）为主，以总决赛个人总得分为辅”的评选标准。根据CBA公司发布的说明，该季总决赛最有价值球员须是总冠军球队SPR值最高的球员；如该队排名最前的数名球员的SPR值之差小于1.0，则由以上球员中总决赛个人总得分最高者当选。当中，SPR值以如下式子确定：
最终赵继伟蝉联总决赛“最有价值球员”。

## 参赛球队

### 球队基本情况及晋级历程

#### 浙江稠州（浙江金牛）
本次总决赛为浙江金牛第一次获得CBA总决赛参赛资格。

#### 辽宁飞豹（辽宁本钢）
本次总决赛为辽宁本钢第十一次获得CBA总决赛参赛资格，而在过往十次总决赛中，辽宁队曾两度获得过CBA总冠军。

## 赛程
前两场在杭州奥体博览城体育馆举行，后两场在辽宁省体育馆举行。

### 第一場
2023年5月8日晚上，浙江稠州金租男篮以99比107败于辽宁本钢队，大比分0比1落后。

### 第二場
5月10日晚，浙江稠州金租男篮以93比111再次不敌辽宁男篮，大比分0-2落后。

### 第三場
5月13日晚，浙江稠州银行以68比94负于辽宁本钢。

### 第四場
5月15日晚，浙江稠州银行以70比106负于辽宁本钢。辽宁以4:0的总比分赢得2022－2023赛季CBA总冠军。

## 注解
1. ↑  各缩写释义为：PTS——得分；2FGA——2分出手数；3PA——3分出手数；FTA——罚球出手数；OREB——进攻篮板数；DREB——防守篮板数；AST——助攻数；STL——抢断数；BLK——封盖数；TOV——失误数。